# Teemu Tainio
Teemu Tainio   (Tornio, 27 de novembre de 1979) és un exfutbolista finlandès de la dècada de 2000.
Fou 64 cops internacional amb la selecció finlandesa.
Pel que fa a clubs, destacà a AJ Auxerre, Tottenham Hotspur FC, Sunderland AFC i AFC Ajax.

## Referències

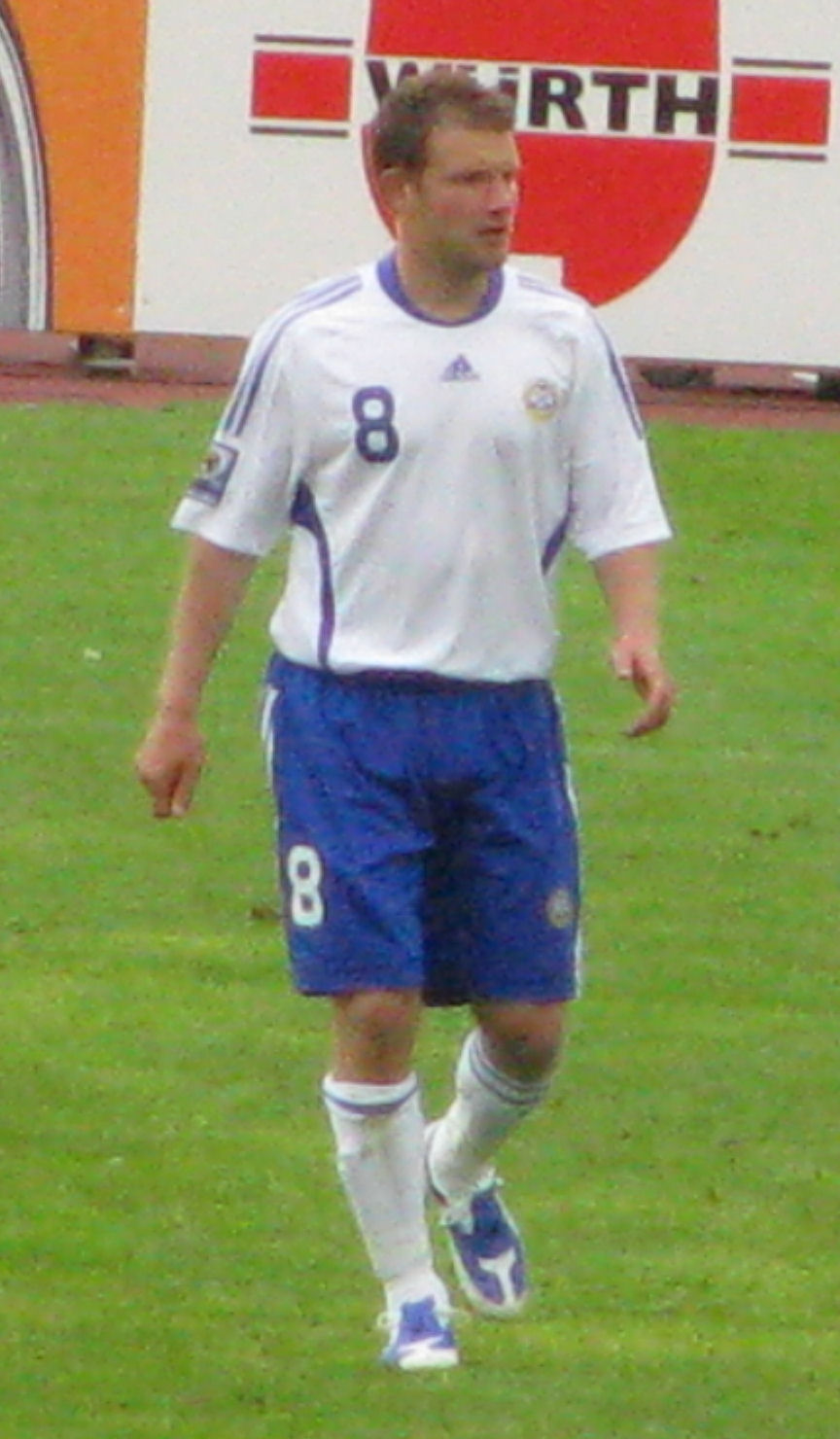
Tainio amb la selecció finlandesa.